# Июнь 2017 года

Список событий июня 2017 года.

## События
- 1 июня
  - В столице Филиппин неизвестный мужчина открыл стрельбу на территории курортного комплекса Resorts World Manila[англ.], погибло свыше 30 человек[1].
  - Президент Соединенных Штатов Дональд Трамп объявил о выходе США из Парижского соглашения по климату[2].
- 3 июня
  - Парламентские выборы на Мальте. Большинство голосов получила правящая Лейбористская партия[3].
  - Парламентские выборы в Лесото. Партия бывшего премьер-министра Тома Табане получила 48 из 120 мест[4].
  - Стартовала миссия по доставке груза на МКС SpaceX CRS-11, её особенностью было повторное использование герметичной спускаемой капсулы корабля Dragon, вернувшегося после миссии снабжения SpaceX CRS-4[5].
- 4 июня
  - В Тверской области в результате бытового конфликта мужчина расстрелял из охотничьего ружья 9 человек[6].
  - В Манчестере состоялся благотворительный концерт Арианы Гранде и других звёзд в память о погибших во время теракта[7].
- 5 июня
  - Восемь государств разорвали дипломатические отношения с Катаром. Бахрейн, Саудовская Аравия, ОАЭ, Египет, Йемен, Мальдивы, власти восточной части Ливии и Маврикий обвинили Катар в поддержке террористических группировок[8].
  - В Сирии началась операция по освобождению города Ракки от боевиков террористической группировки «Исламское государство».
  - Черногория официально присоединилась к НАТО, став 29-й страной — союзником блока[9].
- 7 июня
  - Двойной теракт в Тегеране (Иран) в здании парламента и в мавзолее Хомейни. Погибли 12 человек, 42 ранены. Ответственность за теракт взяла террористическая группировка «Исламское государство»[10][11].
  - Шер Бахадур Деуба в четвёртый раз стал премьер-министром Непала[12].
- 8 июня
  - Группа палеонтологов из Канады, КНР и США впервые представила в Пекине ископаемого птенца доисторической эпохи, застывшего в янтарной массе примерно 99 млн лет назад[13].
  - Досрочные парламентские выборы в Великобритании[14]. Победу одержала Консервативная партия, потеряв большинство в парламенте[15].
- 9 июня
  - Верхняя палата парламента Японии приняла закон, позволяющий действующему императору Акихито отречься в пользу наследника, 57-летнего кронпринца Нарухито[16].
  - Индия и Пакистан стали членами Шанхайской организации сотрудничества[17].
- 11 июня
  - 1-й тур парламентских выборов во Франции[18].
  - На референдуме о статусе Пуэрто-Рико[19] около 97 % участников голосования высказались за то, чтобы архипелаг стал 51-м штатом США, но это голосование имеет рекомендательное значение для Конгресса США[20].
  - Начал действовать безвизовый режим между Украиной и ЕС в части туристических поездок на территории Шенгенской зоны, за исключением Великобритании и Ирландии[источник не указан 1064 дня].
  - Открытый чемпионат Франции по теннису закончился победой латвийской теннисистки Елены Остапенко среди женщин и Рафаэля Надаля среди мужчин[21].
  - В Нью-Йорке состоялась церемония вручения премии «Тони», триумфатором церемонии стал мюзикл «Дорогой Эван Хансен», получивший шесть наград, лучшей драматической постановкой признан спектакль «Осло»[англ.][22].
- 12 июня
  - В более, чем двухстах городах России прошли антикоррупционные протесты, многие участники которых были задержаны[23].
- 13 июня
  - Китай и Панама установили дипломатические отношения, после того как Панама разорвала отношения с Тайванем[24].
- 14 июня
  - В результате пожара в здании Grenfell Tower в Лондоне (Великобритания) погибли и пропали без вести 79 человек[25].
- 15 июня
  - На территории Евросоюза для граждан Евросоюза отменён платный роуминг[26].
  - Завершился 28-й фестиваль «Кинотавр», главный приз получила драма «Аритмия» Бориса Хлебникова, а лучшим режиссёром был признан Резо Гигинешвили с фильмом «Заложники»[27].
  - Президент Сербии Александр Вучич в качестве нового премьер-министра предложил Ану Брнабич, которая стала первой женщиной на этом посту[28].
  - Началась Забастовка учителей в Перу (2017)
- 16 июня
  - После продажи основного бизнеса холдингу Verizon Communications корпорация Yahoo! прекратила своё существование, а гендиректор компании Марисса Майер ушла в отставку[29].
  - Компания Amazon выкупила ритейлера Whole Foods Market, существенно расширив своё присутствие в оффлайн торговле[30].
- 17 июня
  - Президент Вануату Балдвин Лонсдейл скончался от сердечного приступа[31].
- 18 июня
  - В результате лесных пожаров в Португалии погибли более 60 человек, в стране объявлен трёхдневный траур[32].
  - 2-й тур парламентских выборов во Франции. Победу одержало движение «Вперёд, Республика!»[33].
  - В Гренландии произошло четырёхбалльное землетрясение, сразу после этого на остров обрушилось цунами, сильнее всего пострадал населенный пункт Нуугаатсиак[34].
- 19 июня
  - Министр по делам «Брексита» Дэвид Дэвис приступил к переговорам в Брюсселе о выработке условий выхода Великобритании из ЕС и дальнейших её отношений с Евросоюзом[35].
  - В США, не приходя в сознание, скончался Отто Уормбир, ранее осужденный в КНДР за кражу политического плаката и в состоянии комы переданный властями Северной Кореи американской стороне 13 июня 2017 года[36].
- 21 июня
  - Король Саудовской Аравии Салман ибн Абдул-Азиз Аль Сауд своим указом сменил наследного принца. Им стал сын короля Мухаммед ибн Салман Аль Сауд[37].
- 22 июня
  - Сейм Польши одобрил поправки в законопроект о запрете пропаганды коммунизма, которые предусматривают демонтаж памятников и мемориалов советской эпохи в течение года с момента вступления закона в силу, за исключением кладбищ и объектов, имеющих культурную или научную ценность[38].
- 23 июня
  - Глава Роскомнадзора Александр Жаров объявил, что мессенджер Telegram должен в ближайшее время зарегистрироваться как распространитель информации, иначе будет заблокирован[39].
- 24 июня
  - В Папуа-Новой Гвинее начались двухнедельные выборы в однопалатный парламент[40].
- 25 июня
  - Взрыв бензовоза в Бахавалпуре унёс жизни 173 человек, 37 ранены[41].
  - Вторая по популярности и рыночной капитализации криптовалюта — Эфириум — рухнула с 300 до 10 долларов за единицу, поднявшись затем до 290 долларов за единицу[42].
  - Парламентские выборы в Албании. По предварительным данным Социалистическая партия, возглавляемая премьер-министром страны Эди Рамой, получила 74 из 140 мест в парламенте[43].
  - В совместном заявлении ЮНИСЕФ и Всемирной организации здравоохранения говорится, что Йемен столкнулся с самой масштабной вспышкой холеры в мире за последние годы. Число заболевших превысило 200 тысяч человек[44].
- 26 июня
  - Китайский правозащитник и лауреат Нобелевской премии мира Лю Сяобо освобождён из тюрьмы из-за рака[45].
  - Верховный суд США частично отменил блокировку миграционного указа Трампа[46].
  - Консервативная партия Великобритании, не набравшая большинства на досрочных парламентских выборах в начале июня, и Демократическая юнионистская партия (ДЮП) заключили договор, согласно которому североирландская партия будет поддерживать тори при голосовании по ключевым вопросам[47].
  - По иску «Роснефти» арестовано 31,76 % акций МТС, 100 % — «Медси» и 90,47 % — БЭСК[48].
  - Президентские выборы в Монголии. Во второй тур прошли кандидат от Демократической партии Халтмаагийн Баттулга и лидер Монгольской народной партии Миеэгомбын Энхболд[49].
- 27 июня
  - Кибератака поразила Национальный банк Украины, компьютерные системы предприятий «Укрэнерго» и «Киевэнерго», серверы компании «Роснефть» и другие предприятия[50][51].
  - Еврокомиссия наложила штраф в 2,42 млрд евро на компанию Google за нарушение антимонопольного законодательства[52].
  - Полицейский вертолёт попытался атаковать здание верховного суда Венесуэлы[исп.], президент Венесуэлы Николас Мадуро назвал произошедшее терактом и привёл в боеготовность ВВС[53].
- 28 июня
  - Украшенные резными бороздами черепа, обнаруженные на территории древнего храмового комплекса Гёбекли-Тепе в Турции, стали первым свидетельством неолитического древнего (не меньше 11 500 лет) культа черепов в этой области[54][55].
  - Бывший президент непризнанной Приднестровской молдавской республики Евгений Шевчук ночью сбежал в Молдавию[56].
- 29 июня
  - Парламент Румынии утвердил новое правительство страны во главе с Михаем Тудосе[57].
  - Народная скупщина Сербии избрала Ану Брнабич на пост премьер-министра страны[58].
  - Кыргызстан и Ливан установили дипломатические отношения[59].
- 30 июня
  - Большинство депутатов Федерального собрания Германии проголосовали за признание однополых браков[60].
  - Президент США Дональд Трамп объявил о запуске энергетической программы, которую он назвал стартом «золотой эры», в результате которой американские энергоносители покорят весь мир[61].